# Latvijska sovjetska socialistična republika
Latvijska sovjetska socialistična republika (latvijsko Latvijas Padomju Sociālistiskā Republika, rusko Латвийская Советская Социалистическая Республика, latinizirano: Latvijskaja Sovjetskaja Socialističeskaja Respublika) je bila ena od sestavnih republik ZSSR, ki je obstajala v letih 1940–1941 in 1944–1990.
Po tajnih določilih pakta Ribbentrop-Molotov, sklenjenega avgusta 1939, je bilo ozemlje tedaj neodvisne Latvije obljubljeno Sovjetski zvezi. 17. junija 1940 je sovjetska vojska okupirala Latvijo in izvedla zrežirane volitve, na katerih je lahko sodelovala samo ena lista kandidatov. 21. julija je novonastavljena vlada na svojem prvem zasedanju izglasovala vključitev v Sovjetsko zvezo, ki so jo izvedli 5. avgusta istega leta. Po operaciji Barbarossa junija 1941 je latvijsko ozemlje zavzela nacistična Nemčija, s čimer je latvijska sovjetska republika de facto prenehala obstajati. Sovjetska zveza je nadzor nad njo postopoma znova prevzela v letih 1944–1945. Zahodnoevropske države in ZDA so sovjetsko aneksijo baltskih držav imele za nezakonito in so priznavale obstoj de jure suverene države Latvije, katere diplomati izpred leta 1940 so v času sovjetske nadoblasti delovali iz izgnanstva.
S perestrojko in glasnostjo v drugi polovici 80. let so se okrepile zahteve po neodvisnosti. Na prvih svobodnih volitvah marca 1990 je z dvotretjinsko večino zmagala Ljudska fronta Latvije, ki je zagovarjala samostojnost, in 4. maja je vrhovni svet Latvije sprejel deklaracijo o obnovitvi neodvisnosti Republike Latvije. Sovjetska prizadevanja, da bi preprečili odcepitev Latvije, so dosegli vrhunec z nasilnimi spopadi v januarju 1991. Sovjetska zveza je samostojnost Latvije priznala tik pred razpadom, 6. septembra 1991.
- Ljudje v Liepāji zahtevajo pristop k ZSSR, 1940
- Riga, 1980
- Riga, 1980
- Politična demonstracija – »baltska pot« – v Latviji, 1989